# Josef Streb
Josef Streb (16 de abril de 1912 – Munique, 22 de agosto de 1986) foi um futebolista alemão que competiu na Copa do Mundo de 1934.